# Louise Pommery

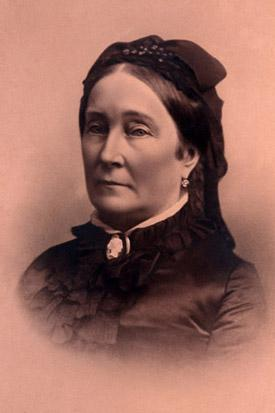
Louise Pommery

Louise Pommery (1819-1890), geboren als Jeanne Alexandrine Louise Mélin, was een Franse champagneproducente. Nadat ze in 1860 weduwe werd, nam ze het champagnehuis Pommery van haar man over.

## Biografie

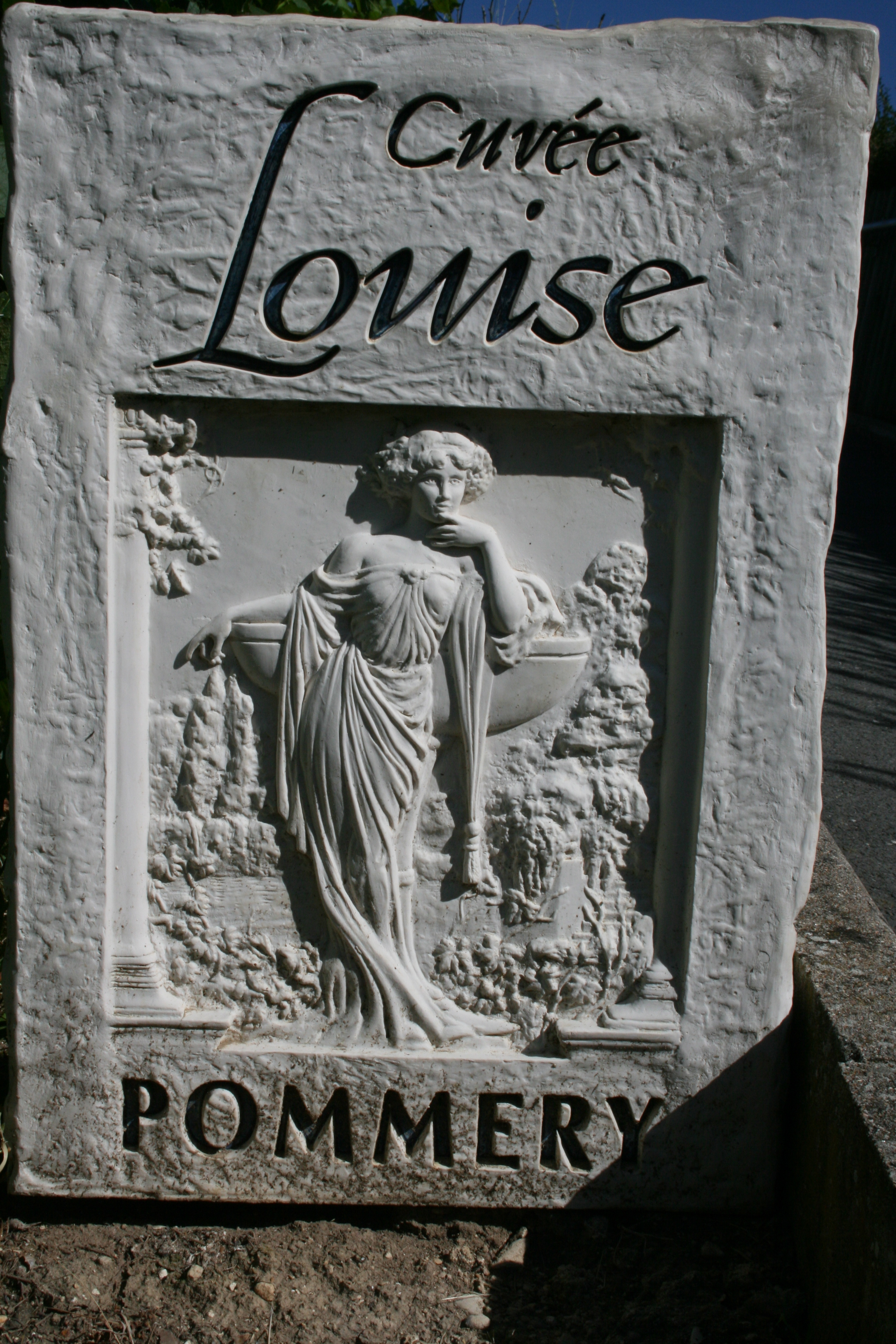
Cuvée Louise van Pommery

Jeanne Alexandrine Louise Mélin werd geboren op 13 april 1819 in Annelles (Ardennen). In 1839 trouwde ze met Alexandre Pommery.
Na Alexandres dood in 1860 nam zij de controle over de onderneming in Pommery over. Een van haar eerste beslissingen was om haar wolbedrijf, dat in moeilijkheden verkeerde, te verkopen en zich te concentreren op de champagnewijnhandel.
Ze kocht 120 kalksteen- en krijtgroeven, de zogenaamde crayères, met een lengte van 19 km uitgehouwen onder de stad Reims door Romeinse soldaten tijdens hun bezetting van Gallië. Louise gaf beeldhouwer Gustave Navlet de opdracht om een 4 meter lang bas-reliëf van Bacchus die de wijn viert in de muren van de kelders ui te houwen. Een andere opdracht waren bustes door Leon Joseph Chavaillaud. Deze unieke kelders stelden haar in staat om duizenden flessen op te slaan en te laten rijpen in een temperatuurgecontroleerde omgeving (een constante temperatuur van 10°C). Vele andere champagnehuizen volgden later dit voorbeeld. Kantoren en andere gebouwen boven de kelders zijn gebaseerd op de grote Engelse landhuizen.
Als ode aan haar trouwste klanten, de Britten, liet Madame Pommery in Reims een Tudor- Elizabethaans domein bouwen. Later zou ze het gezicht van champagne voor haar Engelse klanten veranderen door de allereerste 'brut' champagne te maken, zonder toegevoegde suikers. Zij was een van de eerste bedrijfsleiders in Frankrijk die pensioen- en gezondheidsfondsen voor haar werknemers oprichtte.

### Dood en erfenis
Louise Pommery overleed op 18 maart 1890 in Chigny-les-Roses, nabij Reims. Zij was de eerste vrouw die een Franse staatsbegrafenis kreeg. 20.000 mensen verzamelden zich in de straten van Reims om haar grote bijdragen aan de stad en de champagne-industrie te eren. De Franse president bracht een eerbetoon door een decreet uit te vaardigen waarin de naam van Chigny, haar buitenverblijf, werd gewijzigd in Chigny-les-Roses, als ode aan haar liefde voor rozen.
Als hommage aan deze wilskrachtige dame maakt het huis een "Cuvée Louise".